# Sand-Kiefer
Die Sand-Kiefer (Pinus clausa) ist eine Pflanzenart aus der Gattung der Kiefern (Pinus) innerhalb der Familie der Kieferngewächse (Pinaceae). Sie kommt in den südlichen Vereinigten Staaten nur in Florida und einem angrenzenden Gebiet in Alabama vor.

## Beschreibung

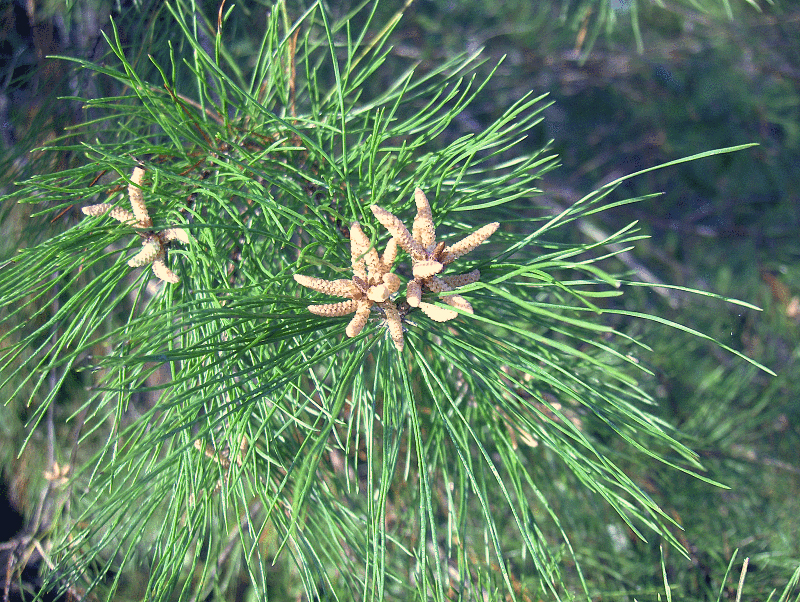
Zweig mit Nadeln und männlichen Blütenzapfen

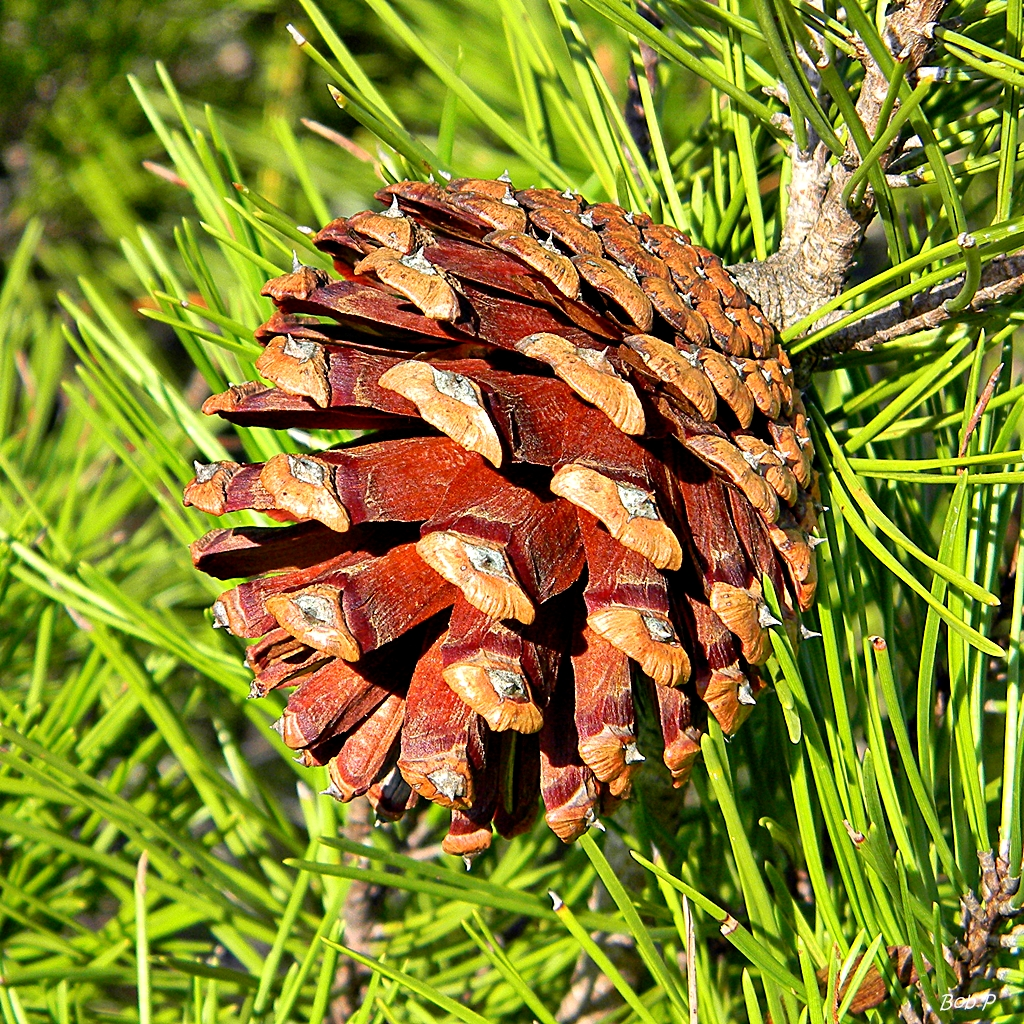
Reifer Zapfen

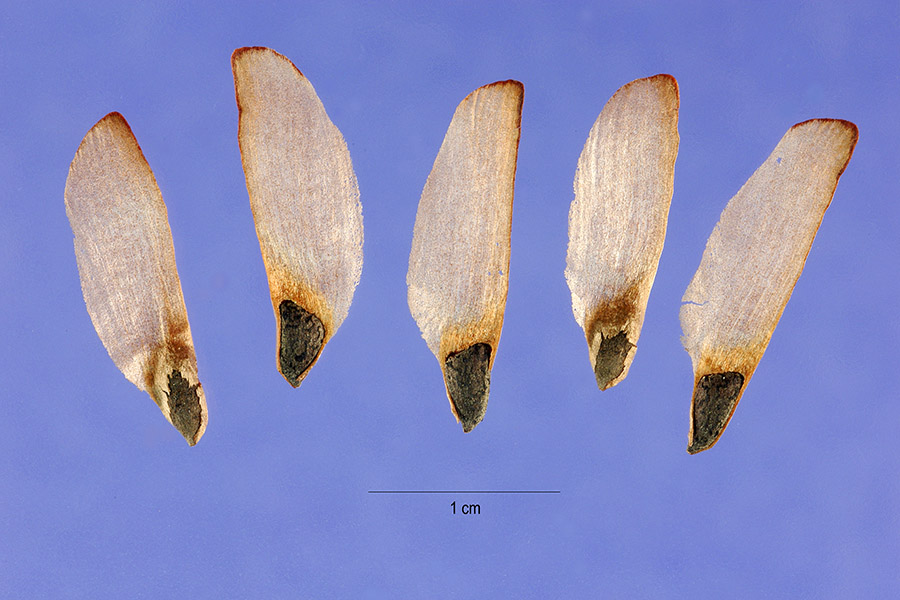
Geflügelte Samen

### Habitus
Die Sand-Kiefer wächst je nach Standort als Strauch oder als breitkroniger Baum und erreicht Wuchshöhen von 23 bis 26 Metern, in seltenen Fällen bis zu 31,4 Meter. Der Brusthöhendurchmesser liegt zwischen 51 und 66 Zentimetern. Die Kronenspitze ist abgeflacht. Der Stamm kann je nach Standort gerade und aufrecht bis gekrümmt sein. Die Äste stehen waagerecht bis leicht aufrecht ab. Das Wurzelsystem der Sämlinge besteht aus zahlreichen, sehr kleinen Lateralwurzeln. Über das Wurzelsystem von Altbäumen liegt keine Beschreibung vor.

### Borke
Die Borke ist im unteren Stammbereich grau bis graubraun, im oberen Teil des Baumes eher rötlich bis rotbraun und bricht in Platten auf. Sie wird bis zu 1,5 Zentimeter dick. Bei dünnen Stämmen ist sie glatt und grau. Die Rinde der schlanken Zweige ist violett bis rotbraun gefärbt.

### Holz
Das gelbliche Kernholz wird von einem breiten und hellen Splint umgeben. Das leichte Holz ist weich und spröde. Die Jahresringe sind gut erkennbar und der Übergang zwischen Früh- und Spätholz findet abrupt statt. Harzkanäle sind hauptsächlich im Frühholz zu finden. Die Darrdichte beträgt rund 0,38 g/cm³.

### Belaubung
Je Kurztrieb stehen zwei tiefgrüne und etwas um die Längsachse gedrehte Nadeln. Sie verbleiben zwischen drei und vier Jahre am Baum. Die biegsamen Nadeln sind 5 bis 9 Zentimeter lang und etwa 1 Millimeter breit.

### Blüten, Zapfen und Samen
Die Sand-Kiefer wird mit rund 5 Jahren mannbar. Die dunkelorangen männlichen Blütenzapfen stehen dicht gedrängt. Die seitlich inserierten weiblichen Blütenzapfen sind kräftig gestielt. Die annähernd symmetrischen und kurz gestielten Zapfen sind bei einer Länge von 5 bis 9 Zentimetern, stumpf eiförmig. Zur Reifezeit sind sie dunkel gelbbraun gefärbt. Sie stehen häufig zu mehreren in Quirlen angeordnet. Die Samenreife dauert rund zwei Jahre. Bei var. immuginata werden sie im September des zweiten Jahres entlassen während sich bei var. clausa die Zapfen erst bei großer Hitzeeinwirkung, zum Beispiel bei einem Waldbrand, öffnen. Nach den Entlassen der Samen sind die Zapfen fast rund. Die fast dreieckigen und geflügelten Samen werden mit Samenflügel rund 6 Millimeter lang. Die durchschnittliche Samenanzahl pro Zapfen beträgt bei Pinus clausa var. clausa 37 und bei Pinus clausa var. immuginata 42. Das Tausendkorngewicht beträgt etwa 6 Gramm.

## Verbreitung und Standort

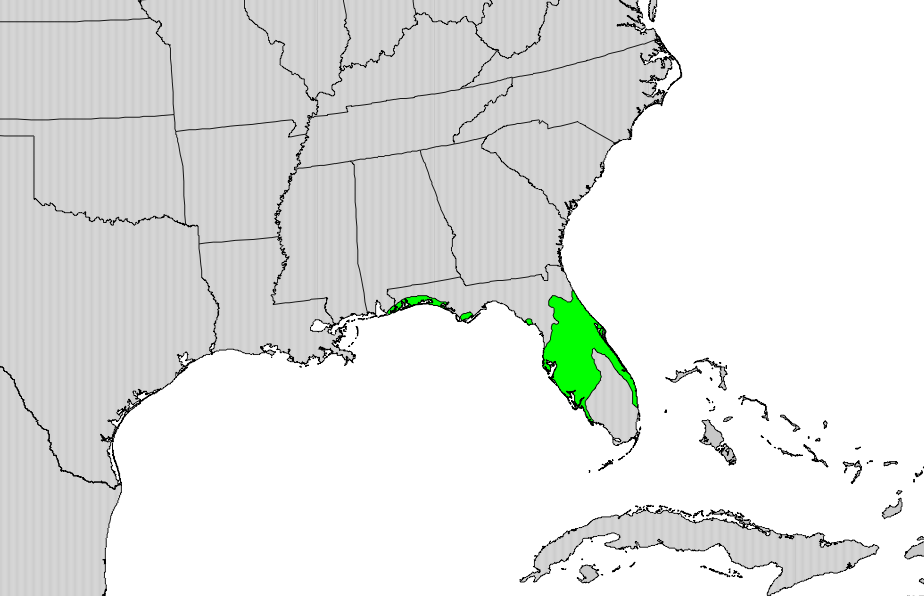
Verbreitungsgebiet

Das Verbreitungsgebiet ist in zwei Teilareale aufgeteilt. Das größere Teilareal liegt im mittleren und östlichen Florida zwischen 26 und 30° nördlicher Breite. Es umfasst rund 100.000 Hektar, wovon ein Großteil im Ocala National Forest bei der Stadt Ocala liegt. Die restlichen Populationen in Florida wachsen an einem schmalen Streifen entlang der Ostküste von St. Augustine südwärts bis Fort Lauderdale. Das zweite und kleinere Teilareal umfasst rund 40.000 Hektar und erstreckt sich von der Küste Nordwestfloridas und des südlichen Alabamas von Apalachicola bis Pensacola. Diese Bestände erstrecken sich bis zu 40 Kilometer weit ins Landesinnere.
Die Sand-Kiefer ist eine Lichtbaumart und wächst in einem Klima das durch heiße, niederschlagsreiche Sommer und milde, relativ trockene Winter gekennzeichnet ist. Die Jahresniederschläge liegen zwischen 1.350 und 1.520 mm. Im Verbreitungsgebiet von Pinus clausa var. clausa fallen von April bis Oktober durchschnittlich 50 bis 75 mm Niederschlag. Die Extremtemperaturen liegen zwischen −17 °C und +42 °C. Als Standort werden tiefgründige, gut drainierte und nährstoffarme Sande bevorzugt. Günstige Boden-pH-Werte liegen im sauren bis stark sauren Bereich. Pinus clausa var. clausa bildet aufgrund der von Waldbränden abhängenden Öffnung der Zapfen meist gleichaltrige Mischbestände mit der Virginia-Eiche (Quercus virginiana), der Myrtenblättrigen Eiche (Quercus myrtifolia), mit Quercus chapmanii, der Sägepalme (Serenoa repens) und mit Persea borbonia. Da meist eine krautige Bodenflora fehlt, bedecken Flechten der Gattung Cladonia den Waldboden. Die var. immuginata bildet ungleichaltrige und locker aufgebaute Mischbestände mit der Gabel-Eiche (Quercus laevis), Quercus incana und verschiedenen Opuntien-Arten.

## Krankheiten und Schädlinge
Als wichtigster abiotischer Schadfaktor erweisen sich Waldbrände, vor allem im Frühjahr, wenn der Wassergehalt der Nadeln gering und der Harzgehalt sehr hoch ist. Der Pilz Phytophthora cinnamomi befällt die Wurzeln der Sand-Kiefer und führt bei Sämlingen zu starken Ausfällen. Der Kiefernfeuerschwamm (Phellinus pini) und Cronartium quercuum befallen diese Art, stellen allerdings keine Bedrohung dar. Die beiden Borkenkäfer-Arten Ips calligraphus und Ips grandicollis befallen vor allem durch Dürre oder mechanische Schäden geschwächte Altbäume der var. immuginata. Nadelfraß durch Buschhornblattwespen der Gattung Neodriprion tritt bei beiden Varietäten vor allem in lückigen Beständen auf. Die Zünsler-Art Dioryctria amatella verursacht Fraßschäden an Zapfen und Zweigen.

## Nutzung
Das Holz der Sand-Kiefer wird hauptsächlich zur Papierherstellung verwendet. Es eignet sich aber auch gut als Brennholz. Ein Kilogramm Stammholz hat einen Heizwert von rund 19.900 kJ. Die var. immuginata wird aufgrund ihrer kurzen und dicht benadelten Zweige als Christbaum angebaut.

## Systematik
Die Erstbeschreibung erfolgte 1877 als Varietät Pinus inops var. clausa Chapm. ex Engelm. durch Alvan Wentworth Chapman in George Engelmann: Botanical Gazette, Volume 2, 10, Seite 125. Den Rang einer Art Pinus clausa (Chapm. ex Engelm.) Vasey ex Sarg. hat sie 1884 durch George Vasey in Charles Sprague Sargent: Report on the Forests of North America, Volume 9, Seite 199 erhalten.
Die Pflanzenart Pinus clausa gehört zur Subsektion Contortae aus der Sektion Trifoliae innerhalb der Gattung Pinus. Sie ist eng mit Pinus virginiana verwandt.

### Varietäten
Von Pinus clausa werden von manchen Autoren wegen der zwei geographisch getrennten Verbreitungsgebiete zwei Varietäten unterschieden:
- Pinus clausa (Chapm. ex Engelm.) Vasey ex Sarg. var. clausa, auch Ocala-Rasse genannt, kommt in Mittel- und Ostflorida in meist gleich alten Reinbeständen vor. Altbäume tragen viele geschlossene Zapfen unterschiedlichen Alters, die sich erst nach einem Waldbrand öffnen. Daher rührt auch der Artname clausa was „geschlossen“ bedeutet.
- Pinus clausa var. immuginata D.B.Ward, auch Chocta-whatchee-Rasse genannt, kommt an der Küste Nordwestfloridas und Alabamas in meist lückigen und ungleichaltrigen Beständen vor. Die Zapfen besitzen ein normales Öffnungsverhalten.